# マリク・ハッサン・サイード
マリク・ハッサン・サイード（Malik Hassan Sayeed）は、アメリカ合衆国の撮影監督。

## 作品
- キング・オブ・コメディ
- ザ・プレイヤーズ
- BELLY　血の銃弾
- ラストゲーム
- コールド・ハート
- ガール6
- クロッカーズ